# L'Essor Savoyard
O L'Essor Savoyard é um semanário regional pertencente ao grupo de imprensa Le Messager, ele próprio propriedade do grupo belga Rossel. Todas as semanas, ele cobre notícias locais de Annecy, Aix-les-Bains e Chambéry através de política, planejamento urbano, mobilidade, patrimônio e até fatos diversos.
Lá ocasionalmente encontramos informações sobre:
- Ain (bacia de Bellegarde e país de Gex);
- Alta Sabóia (Chablais, Faucigny e Genevois);
- Sabóia (bacia de Albertville).

## História

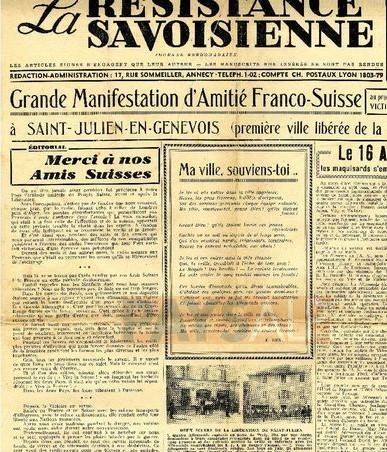
Jornal La Résistance savoisienne, em Annecy, antecessora do Savoyard Essor.

La Résistance savoisienne foi um semanário publicado em Annecy de 1944 a 1950, fundado por Marcel Fivel-Démoret (1917-2008). Este jornal nasceu da fusão do diário Libération (1944, 72 números), publicado pelas comissões de imprensa do Comité Departamental do Libération, e do Renouveau (1944, 9 números), de tendência socializadora, em 13 de novembro de 1944. Em 1951, o Résistance savoisienne assumiu o nome de L'Essor savoyard, que foi liderada até 1987 pelo seu fundador.
Em 1992, o Grupo Le Messager e o seu presidente Bernard Mossu assumiram o controle do jornal. A gestão é fornecida por Marie-Christine Massu. Sua editora-chefe é Amélie Lécoyer.